# Somogy (ancien comitat)
Pour les articles homonymes, voir Somogy.
Somogy est un ancien comitat de Hongrie.